# Garcinia revoluta
Garcinia revoluta là một loài thực vật có hoa trong họ Bứa. Loài này được (Urb.) Borhidi mô tả khoa học đầu tiên năm 1980.